# 卡纳莱
卡纳莱（義大利語：Canale），是意大利库内奥省的一个市镇。总面积18平方公里，人口5745人，人口密度319.2人/平方公里（2009年）。ISTAT代码为004037。